# Gadzhijevo
Gadzhijevo (russisk: Гаджиево) er en lukket by på 12.600 indbyggere (2005), beliggende på Kolahalvøen i Murmansk oblast, det nordvestlige Rusland. Byen er opkaldt efter den sovjetiske helt Magomet Imadutdinovich Gadzhiev der var ubådskaptajn under anden verdenskrig. Byen var tidligere kendt under navnene Yagelnaya Guba (Я́гельная Губа́) indtil 1967 og Skalisty (Скали́стый) fra 1981 til 1994, om end byen ofte blot blev refereret til under kodenavnet Murmansk-150 (Му́рманск-150). Skalisty blev byens officielle navn i 1994, men i 1999 blev den omdøbt tilbage til dens nuværende navn Gadzhijevo.